# کلیسای میناس
کلیسای میناس مقدس (به ارمنی: Սուրբ Մինաս եկեղեցի) مربوط به دوره صفوی است و در اصفهان، نو جلفا، محله تبریزی‌ها، کوچه تبریزی‌ها واقع شده، در سال ۱۶۵۹ میلادی ساخته شده‌است. این اثر در تاریخ ۱۰ خرداد ۱۳۸۲ با شمارهٔ ثبت ۹۰۷۸ به‌عنوان یکی از آثار ملی ایران به ثبت رسیده‌است.
این کلیسا را ارمنیانی که در سال ۱۶۵۵ میلادی به دستور شاه عباس دوم از محله شمس‌آباد (اصفهان) به این محله کوچانده شدند بنا کردند و در ابتدا به یاد کلیسای محله قبلی آن را مریم مقدس نام نهادند اما بعدها نام آن به میناس مقدس تغییر یافت.

## معماری کلیسا
پلان کلیسا به شیوه بازیلیک ستوندار در جهت شرقی-غربی است و گنبد آن با نورگیرهایی بزرگ به وسیله قوس‌هایی بر چهار ستون تکیه کرده است. در سمت غرب بنا برج ناقوسخانه قرار دارد.
مصالح به کار رفته در ساختمان عبارت اند از آجر و خشت. دیوارهای خارجی دارای قاب‌بندی‌هایی زیبا با نمای آجری اند اما دیوارهای داخلی با گچ پوشانده شده‌اند و بر روی آن نقاشی‌هایی ترسیم شده که به خصوص در قسمت گنبد و محراب بسیار زیبا هستند.
در قسمت جنوبی کلیسا و کمی دورتر از آن نیز نمازخانهی کوچک مریم مقدس قرار دارد که در سال ۱۷۱۳ میلادی بنا شده‌است.

## عکس
- عکس از حیاط کلیسا
- عکس از فضای داخلی کلیسا